# Башич, Яков
Я́ков Ба́шич (хорв. Jakov Bašić; 25 ноября 1996, Загреб) — хорватский футболист, полузащитник луганской «Зари».

## Биография
В 2015 году переехал в США, где получил академическую и спортивную стипендию, благодаря которой посвятил себя футболу. Выступал за молодёжные команды «Рединг Юнайтед» и «Бостон Болтс». В январе 2019 года вернулся на родину, где стал игроком второй команды «Хайдука». 3 марта дебютировал в составе резервной команды «белых», заменив Тонио Теклмча в проигранном матче Второй лиги Хорватии против «Дугополе». В июле того же года перебрался в «Дугополе». После двух сезонов в «дугополье» перешёл в «Хрватски Драговоляц», в футболке которого дебютировал в Первой лиге, 23 июля 2021 в проигранном (0:4) домашнем поединке против загребского «Динамо». В Црне находился непродолжительный период времени и через несколько месяцев он перебрался в «Рудеш», где провёл 24 матча и отличился четырьмя голами в Кубке и чемпионате. 1 июня 2022 года подписал 2-летний контракт со «Славен Белупо», а затем, в июне следующего года договорился о расторжении контракта с «фармацевтами» по обоюдному согласию сторон. В июле следующего года вернулся в «Рудеш», который накануне повысился в классе.
В начале февраля 2024 года прибыл на просмотр в луганскую «Зарю», во время которого сыграл в двух товарищеских матчах клуба на зимнем тренировочном сборе. Руководство луганского клуба осталось довольно хорватом. 7 февраля 2024 года свободным агентом перешёл в «Зарю».